# 穆克西
穆克西（法語：Mouxy，法語發音：[muksi]）是法国萨瓦省的一个市镇，属于尚贝里区。

## 地理
穆克西（45°40'55"N, 5°56'4"E）面积6.28 平方千米，位于法国奥弗涅-罗讷-阿尔卑斯大区萨瓦省，该省份为法国东部省份，历史上为薩伏依的一部分，北起上萨瓦省，西接伊泽尔省和安省，南部和东部与上阿尔卑斯省和意大利接壤。
与穆克西接壤的市镇（或旧市镇、城区）包括：皮尼-沙特诺、艾克斯莱班、莱代塞尔、德吕梅塔-克拉拉丰。

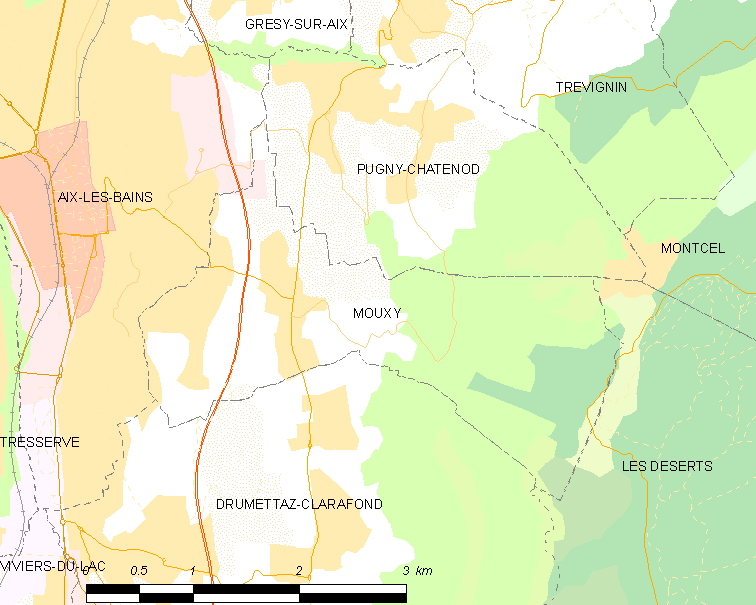
穆克西的OSM定位图

穆克西的时区为UTC+01:00、UTC+02:00（夏令时）。

## 行政
穆克西的邮政编码为73100，INSEE市镇编码为73182。

## 政治
穆克西所属的省级选区为艾克斯莱班第二县。

## 人口

1962-2008年间穆克西人口变化图示

穆克西于2022年1月1日时的人口数量为2291人。